# Cañada
Cañada è un comune spagnolo situato nella comunità autonoma Valenciana.